# Liste des conjoints des souverains britanniques
 (octobre 2013).
Si vous disposez d'ouvrages ou d'articles de référence ou si vous connaissez des sites web de qualité traitant du thème abordé ici, merci de compléter l'article en donnant les références utiles à sa vérifiabilité et en les liant à la section « Notes et références ».

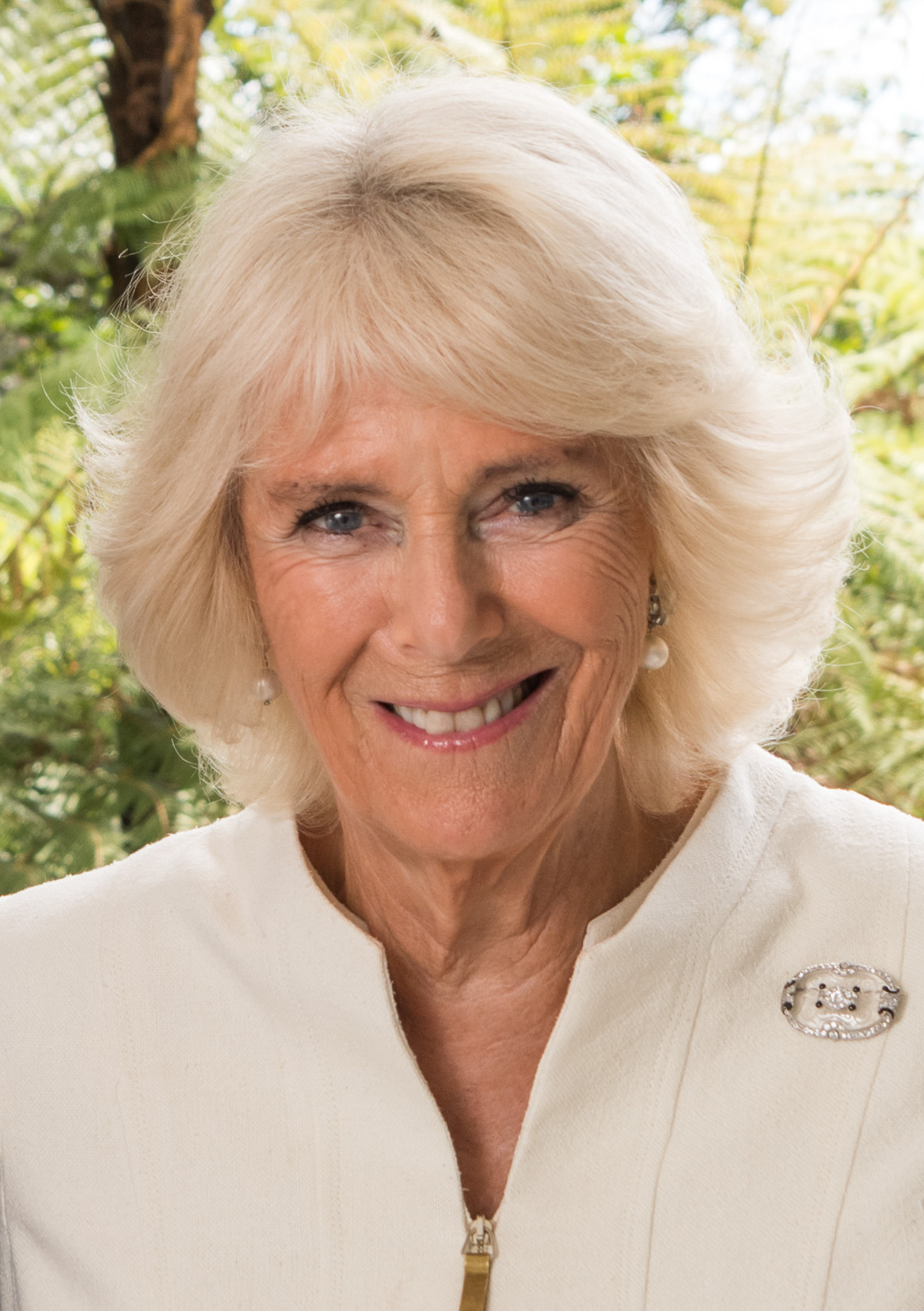
La reine Camilla, reine consort du Royaume-Uni depuis 2022.

Le conjoint du monarque britannique reçoit généralement le titre de reine s'il s'agit d'une femme, et de prince s'il s'agit d'un homme. Au Royaume-Uni, on parle de reines consorts (mais le terme est le plus souvent sous-entendu) pour distinguer les épouses des souverains régnants, et de princes consorts pour les époux des souveraines. Le terme de consort a alors le simple sens de conjoint.
Seul le prince Albert, époux de la reine Victoria, a été titré officiellement prince consort ; l'époux de la reine Élisabeth II, le prince Philip, était simplement prince du Royaume-Uni avec le titre de duc d'Édimbourg, bien qu'étant couramment désigné ainsi par commodité et qu'ayant la préséance sur les héritiers de la couronne. Les princes et reines consorts britanniques n'ont pas de statut constitutionnel ou de rôle politique mais beaucoup ont une influence significative sur leur conjoint.
George Ier et Édouard VIII sont les seuls souverains ayant régné célibataires. Le prince Philip, duc d'Édimbourg et époux de la reine Élisabeth II, a battu en 2009 le record de longévité des conjoints de monarques britanniques détenu par Charlotte, épouse de George III.
L'actuelle reine consort est Camilla Shand, épouse du roi Charles III. Couronnée à ses côtés en mai 2023, elle occupe cette position depuis la mort de la reine Élisabeth II, le 8 septembre 2022.

## Liste des consorts britanniques

### Maison Stuart(1707-1714)
| Rang | Portrait            | Nom                                                                                     | Règne             | Conjoint | Notes | Armoiries |
| ---- | ------------------- | --------------------------------------------------------------------------------------- | ----------------- | -------- | --- | --------- |
| 1    | Georges de Danemark | Georges de Danemark (2 avril 1653, Copenhague - 28 octobre 1708, Londres) mort à 55 ans | 1702-1708 (6 ans) | Anne     | Prince consort d'Angleterre, d'Écosse et d'Irlande depuis 1702, il devient prince consort de Grande-Bretagne et d'Irlande le 1er mai 1707 avec l'Acte d'Union instituant le Royaume de Grande-Bretagne. |           |

### Maison de Hanovre(1714-1901)
| Rang | Portrait                              | Nom | Règne              | Conjoint     | Notes | Armoiries |
| ---- | ------------------------------------- | --- | ------------------ | ------------ | --- | --------- |
| 2    | Caroline d'Ansbach par Charles Jervas | Caroline d'Ansbach (1er mars 1683, Ansbach - 20 novembre 1737, Londres) morte à 54 ans                 | 1727-1737 (10 ans) | George II    | Elle épouse le 22 août 1705, le prince héritier George August de Hanovre. Elle devient reine à l'accession au trône de son mari sous le nom de George II. Elle est aussi électrice de Hanovre. |           |
| 3    | Charlotte de Mecklembourg-Strelitz    | Charlotte de Mecklembourg-Strelitz (19 mai 1744, Mirow - 17 novembre 1818, Londres) morte à 74 ans     | 1761-1818 (57 ans) | George III   | Elle devient reine par son mariage avec George III. Elle donne naissance à quinze enfants dont treize atteignent l'âge adulte. Tout au long de sa vie, elle est intéressée par les beaux-arts et la botanique. Après l'Acte d'Union de 1801, elle devient reine du Royaume-Uni de Grande-Bretagne et d'Irlande. Aussi électrice puis reine de Hanovre. |           |
| 4    |                                       | Caroline de Brunswick (17 mai 1768, Brunswick - 7 août 1821, Londres) morte à 53 ans                   | 1820-1821 (1 an)   | George IV    | Elle épouse le prince héritier Georges-Frédéric Auguste de Hanovre, le 8 avril 1795 et devient reine quand son mari accède au trône sous le nom de George IV. Elle vit séparée de son époux jusqu'à sa mort en 1821, celui-ci voulant rompre son mariage. Aussi reine de Hanovre.                                                                      |           |
| 5    | Adélaïde de Saxe-Meiningen            | Adélaïde de Saxe-Meiningen (13 août 1792, Meiningen - 2 décembre 1849, Bentley Priory) morte à 57 ans  | 1830-1837 (7 ans)  | Guillaume IV | Elle épouse Guillaume de Hanovre, duc de Clarence, le 11 juillet 1818. Elle devient reine à la suite de l'accession au trône de son mari sous le nom de Guillaume IV. Elle cesse son rôle de consort à la mort de son mari en 1837. Aussi reine de Hanovre.                                                                                            |           |
| 6    | Albert de Saxe-Cobourg-Gotha          | Albert de Saxe-Cobourg-Gotha (26 août 1819, Schloss Rosenau - 14 décembre 1861, Windsor) mort à 42 ans | 1840-1861 (22 ans) | Victoria     | Neveu du roi des Belges Léopold Ier, Albert de Saxe-Cobourg-Gotha épouse le 10 juillet 1840 la reine Victoria. Il devient prince consort du Royaume-Uni et le reste jusqu'à sa mort. Le couple royal donne naissance à neuf enfants. |           |

### Maison de Saxe-Cobourg-GothapuisWindsor(depuis 1917)
| Rang | Portrait              | Nom | Règne              | Conjoint     | Notes | Armoiries |
| ---- | --------------------- | --- | ------------------ | ------------ | --- | --------- |
| 7    | Alexandra de Danemark | Alexandra de Danemark (1er décembre 1844, Copenhague - 20 novembre 1925, Sandringham House) morte à 80 ans | 1901-1910 (9 ans)  | Édouard VII  | Fille du roi de Danemark Christian IX, elle épouse le prince Albert-Édouard de Saxe-Cobourg-Gotha dit « Bertie », le 10 mars 1863. Elle devient reine du Royaume-Uni et impératrice des Indes en 1901 quand son mari devient roi sous le nom d'Édouard VII. Après sa mort en 1910, elle vivra la Première Guerre mondiale.                                                                |           |
| 8    | Marie de Teck         | Mary de Teck (26 mai 1867, Londres - 24 mars 1953, Londres) morte à 85 ans                                 | 1910-1936 (26 ans) | George V     | En 1891, Mary est choisie pour épouse de Victor Albert de Clarence, le fils ainé du futur Édouard VII. Mais celui-ci décède et elle se marie avec son frère George, duc d'York, le 6 juillet 1893. Elle devient par la suite princesse de Galles et enfin reine-impératrice à l'accession de son mari sous le nom de George V. Elle perd son mari en 1936.                                |           |
| 9    | Elizabeth Bowes-Lyon  | Elizabeth Bowes-Lyon (4 août 1900, Londres - 30 mars 2002, Windsor) morte à 101 ans                        | 1936-1952 (16 ans) | George VI    | Elle épouse le 26 avril 1923 le prince Albert, duc d'York. Elle devient reine après l'abdication d'Édouard VIII et l'accession de son mari en tant que George VI. À la mort de son mari, en 1952, elle porte le titre de « Reine Mère » pour la différencier de la reine Mary qui était encore en vie. Elle est la dernière reine à avoir porté le titre d'impératrice des Indes.         |           |
| 10   | Philip Mountbatten    | Philip Mountbatten (10 juin 1921, Corfou - 9 avril 2021, Windsor) mort à 99 ans                            | 1952-2021 (69 ans) | Élisabeth II | Fils d'André de Grèce et petit-fils du roi Georges Ier, il doit renoncer à ses titres royaux grecs et danois. Il doit aussi se convertir à l'anglicanisme et devenir citoyen britannique pour épouser la princesse Élisabeth. Le mariage a lieu le 20 novembre 1947 et il est fait duc d'Édimbourg. Quand sa femme accède au trône sous le nom d’Élisabeth II, il devient prince consort. |           |
| 11   | Camilla Shand         | Camilla Shand (17 juillet 1947, Londres)                                                                   | depuis 2022        | Charles III  | Fille du major Bruce Shand, officier de l'armée britannique reconverti dans le négoce du vin, et de Rosalind Cubitt, de la famille des barons Ashcombe. Quand son époux accède au trône sous le nom de Charles III, elle devient reine consort. |           |

## Autres époux
- Sophie-Dorothée de Brunswick-Lunebourg, épouse de George Ier (divorce avant son accession au trône).
- Wallis Simpson, épouse de Édouard VIII (abdique pour se marier).
- Diana Spencer, épouse de Charles III (divorce avant son accession au trône).